# ホセ・アントニオ・アブレウ

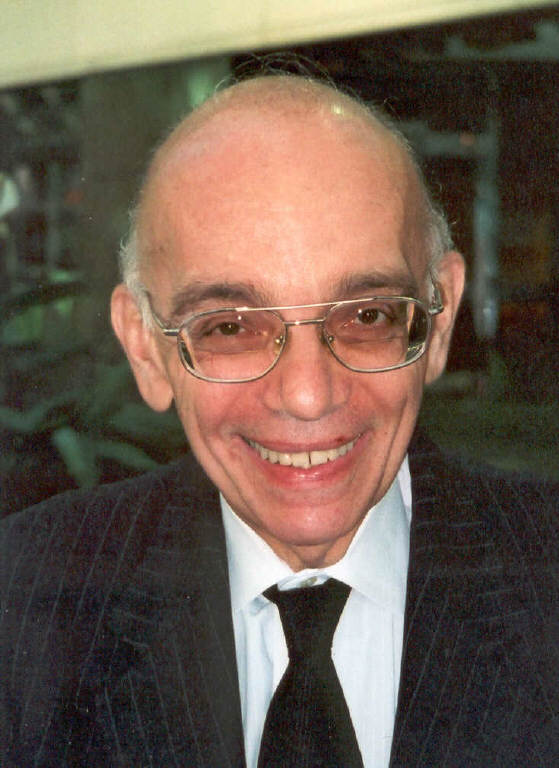
ホセ・アントニオ・アブレウ・アンセルミ (2007)

ホセ・アントニオ・アブレウ・アンセルミ（José Antonio Abreu Anselmi、1939年5月7日 - 2018年3月24日）はベネズエラの音楽家。ベネズエラ・トルヒージョ州バレーラ生まれ。

## 経歴
1975年にベネズエラ国立青少年オーケストラネットワーク（National Network of Youth and Children Orchestras of Venezuela, エル・システマ）を設立し、貧困児童のための音楽プログラムを創始する。1983年にはベネズエラの文化大臣になる。
彼の活動は10万人以上の子供達を音楽の元に組織化し、児童保護活動やコミュニティー開発運動となって広がった。スペインやその他の中南米諸国、アメリカ合衆国等とも交流プログラムを実施し、1993年にユネスコ国際音楽賞を受賞。2010年にはエラスムス賞を受賞。
ユネスコ親善大使として、音楽を通じての児童保護、社会運動に尽力した。指揮者のヘルベルト・ブロムシュテットはアブレウについて「模範」と称賛している。